# Лазарев, Борис Николаевич
Борис Николаевич Лазарев (род. 26 февраля 1941 года) — советский и российский педагог, директор Могочинского авторского специального (коррекционного) детского дома-школы Читинской области, народный учитель Российской Федерации (2001).
В 1963 году — окончил Читинский педагогический институт и был направлен работать в Балейский район, где преподавал математику.
В дальнейшем работал учителем физики Тарбагатайской железнодорожной средней школы № 5 в Петровск-Забайкальском районе.
Затем была служба в армии, после которой работал в Петровск-Забайкальском, в средней школе № 6, где получил первую награду: грамоту за отличную подготовку учащихся от Новосибирской Академии наук.
Позже став директором средней школы № 3 Петровск-Забайкальского, первым в Читинской области создал межшкольные мастерские, которые после выхода постановления правительства стали базой для открытия учебно-производственных комбинатов, и вплоть до 1980 года работал директором учебно-производственных комбинатов.
В 1980 году — назначен директором детского дома в Могоче.
В 1988 году предложил создать семейные детские дома по типу крестьянской общины, проект получил название «Крестьянское детское фермерское хозяйство», и уже через год была организована первая экспериментальная семья.

### Педагогическая династия Лазаревых
- отец, Лазарев Николай Иванович (1912-1989), учитель истории, директор школы, археолог. Был награждён медалями «За трудовую доблесть», «За доблестный труд в Великой Отечественной войне 1941—1945 гг.», значками «Отличник народного образования», «Отличный административный работник», педагогический стаж — более 40 лет.
- мать, Лазарева Вера Акимовна (1921-2009), учитель математики, награждена медалями «За доблестный труд в Великой Отечественной войне 1941—1945 гг.», «За трудовую доблесть», педагогический стаж — 34 года.
- жена, Лазарева Альбина Георгиевна (род. 1944), учитель математики, награждена знаком «Отличник народного образования», звание «Заслуженный учитель», педагогический стаж — 38 лет.
- сестра, Старикова (Лазарева) Наталья Николаевна (род. 1943), учитель математики, педагогический стаж — 39 лет.
- дочь, Лазарева Ольга Борисовна (род. 1968), учитель математики и информатики, педагогический стаж — 11 лет

## Награды
- Народный учитель Российской Федерации (2001)[1]
- Заслуженный учитель школы РСФСР (1992)[2]
- значок «Отличник народного образования»